# جانگ اوک ریم
جانگ اوک ریم (انگلیسی: Jang Ok-rim؛ زادهٔ ۸ فوریهٔ ۱۹۴۸) بازیکن والیبال اهل کره شمالی بود.